# Cowazard
Cowazard – wieś w Armenii, w prowincji Gegharkunik. W 2011 roku liczyła 1905 mieszkańców.